# バーンナー区
バーンナー区（バーンナーく、タイ語: เขตบางนา）は、タイ王国バンコク都の行政区の一つ。
この行政区は、時計回りに、プラカノーン区、プラウェート区、サムットプラーカーン県のバーンプリー郡、ムアンサムットプラーカーン郡、プラプラデーン郡に接している。

## 歴史
1998年3月6日にプラカノーン区の一部が分かれて、バーンナー区が誕生した。

## 交通
- バンコク・スカイトレインスクンビット線の延伸部分に駅が設置される。

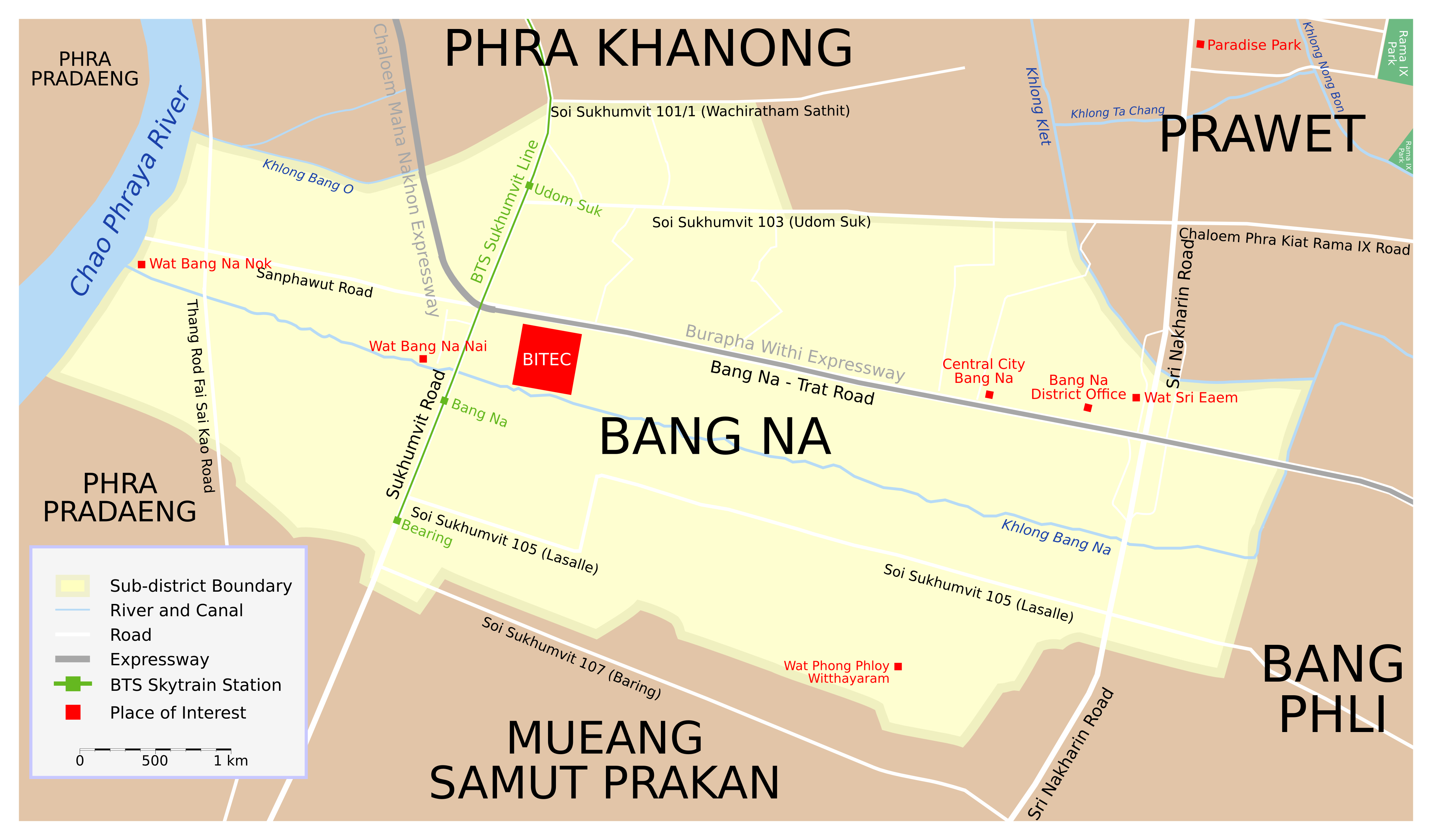
バーンナー区の地図